# 邱向军
邱向軍（1968年2月—），男，江西資溪人，中華人民共和國政治人物，1988年1月加入中國共產黨，1990年7月參加工作，曾任中共上饒市委副書記、市人民政府黨組書記兼市長，現任江西省民政厅党组书记、厅长

## 生平
1986年9月考入江西师范大学政教系政治教育專業，1990年7月畢業後長期于江西省委辦公廳擔任要職，直至1997年6月轉任江西省南昌市委辦公廳，擔任正科級秘書。1999年12月轉任江西省南昌市委組織部，擔任副縣級組織員。2000年7月擔任江西省安義縣委副書記，2001年9月擔任縣政府代縣長，2002年1月正任縣長，在擔任縣長期間，于2004年2月至2004年4月在新加坡南洋理工大学學習。2005年5月升任安義縣委書記兼縣人大常委會主任。2008年12月卸任，轉任南昌高新技術產業開發區，擔任管委會主任，在任職期間于2009年4月至2011年3月在江西財經大學與澳大利亞南澳大学合作培養MBA專業學習，獲工商管理碩士學位。2011年8月擔任黨工委書記，同年9月卸任管委會主任，在任職黨工委書記期間于2010年9月至2013年6月在江西師范大學馬克思主義基本原理專業學習，獲法學博士學位。2016年9月升任南昌市委常委。2020年1月升任江西省人民政府副秘書長。2021年5月升任上饒市委副書記，同年12月擔任市人民政府黨組書記、副市長兼代市長。2022年1月正任市長。2025年7月29日，江西省十四届人大常委会第十七次会议经表决，决定任命邱向军为省民政厅厅长

## 外部鏈接
- 個人簡歷 （页面存档备份，存于）

| 中華人民共和國政府职务 | 中華人民共和國政府职务                                               | 中華人民共和國政府职务 |
| ---------------------- | -------------------------------------------------------------------- | ---------------------- |
| 前任： 李明生 (1967年) | 江西省民政廳厅长 2025年8月－                                         | 現任                   |
| 前任： 陈云            | 上饶市人民政府市长 2021年12月-2025年7月 （2021年12月-2022年1月代理） | 繼任： 李建涛          |